# Giordano Orsini (cardinale 1405)
Giordano Orsini (Roma, 1360/1370 – Roma, 29 maggio 1438) è stato un cardinale e arcivescovo cattolico italiano.

## Biografia
Nacque nella famiglia Orsini figlio di Giovanni del ramo di Tagliacozzo, Senatore di Roma, signore di Vicovaro, Pacentro, Nerola e di altri centri della Sabina, era fratello di Carlo capostipite del ramo di Bracciano che aveva residenza in Monte Giordano.
Iniziò la carriera ecclesiastica come uditore della Sacra Romana Rota.
Nel 1400 fu eletto arcivescovo di Napoli, fu ordinato sacerdote poco dopo l'elezione.
Nel concistoro del 12 giugno 1405 papa Innocenzo VII lo creò cardinale e ricevette il titolo dei Santi Silvestro e Martino ai Monti. Partecipò al conclave del 1406 che elesse papa Gregorio XII, ma poco dopo il conclave abbandonò l'obbedienza al papa e sostenne la fazione dell'antipapa Benedetto XIII. Partecipò pure al concilio di Pisa.
Il 25 marzo 1409 optò per il titolo di San Lorenzo in Damaso e fu nominato amministratore apostolico della diocesi di Pécs, incarico che esercitò per meno di un anno a cavallo tra il 1409 e il 1410.
Partecipò ai conclavi del 1409 e del 1410, che elessero gli antipapi Alessandro V e Giovanni XXIII. Fu legato in Spagna e nella Marca Anconitana. Nel giugno del 1412 optò per la sede suburbicaria di Albano e il 23 settembre 1412 fu consacrato vescovo, ritenne il titolo dei Santi Silvestro e Martino ai Monti in commendam. Fu successivamente legato a Bologna e il 2 settembre 1413 entrò in Curia a Firenze.
Al Concilio di Costanza ebbe un ruolo di primo piano e presiedette la V sessione.
Partecipò al conclave del 1417 che elesse papa Martino V da cui ebbe numerosi ed onerosi incarichi diplomatici  e dal quale probabilmente ottenne per il fratello Carlo il vicariato su Bracciano. Nominato legato in Francia, partì da Costanza il 2 aprile 1418 con la missione di ristabilire la pace tra i re di Francia e di Inghilterra. Tornò a Firenze il 18 marzo 1419 e fu nominato legato nella Marca Anconitana. Nello stesso anno fu nominato penitenziere maggiore.
Il 16 gennaio 1426 fu nominato legato in Ungheria e Boemia e il 17 febbraio legato in Germania, con il compito di contrastare l'eresia ussita.
Nel 1428 divenne Decano del Sacro Collegio, carica che tenne fino alla morte.
Partecipò al conclave del 1431 che elesse papa Eugenio IV. Il 14 marzo 1431 optò per la sede suburbicaria di Sabina. Fu nominato legato a presiedere il Concilio di Basilea, Ferrara e Firenze, che si aprì il 23 luglio 1431. Al Concilio difese i diritti del papa. Eugenio IV nel 1433 lo inviò a Siena per ricevere e scortare a Roma l'imperatore Sigismondo.
Fervente sostenitore dell'unità della Chiesa e di un papato forte, seguendo la plurisecolare posizione della propria famiglia, fu un importante patrono delle arti e delle lettere: acquistò un manoscritto contenente le dodici commedie di Plauto, di cui allora si era persa notizia. Alla morte donò la sua ricca biblioteca e una collezione di 254 manoscritti alla biblioteca Vaticana. Fu inoltre committente di un ciclo di affreschi nella sua dimora di Monte Giordano che venne distrutto nello stesso secolo dagli attacchi delle milizie colonnesi.
Morì a Roma nel 1438 dopo oltre trenta anni di cardinalato e fu sepolto in una cappella da lui eretta nella antica basilica di San Pietro in Vaticano.

## Successione apostolica
La successione apostolica è:
- Arcivescovo Giacomo Giovenale Orsini (1432)

## Ascendenza
|                                          |                   |                                            | Genitori                          |  |  | Nonni |  |  | Bisnonni                                                          |  |  | Trisnonni                                                            |  |
|                                          |                   |                                            |                                   |  |  |       |  |  | Giacomo Orsini, II conte di Tagliacozzo e III signore di Vicovaro |  |  | Napoleone II Orsini, I conte di Tagliacozzo e II signore di Vicovaro |  |
|                                          |                   |                                            |                                   |  |  |       |  |  | Giacomo Orsini, II conte di Tagliacozzo e III signore di Vicovaro |  |  | Napoleone II Orsini, I conte di Tagliacozzo e II signore di Vicovaro |  |
|                                          |                   | Isabella da Ponte                          |                                   |  |  |       |  |  | Giacomo Orsini, II conte di Tagliacozzo e III signore di Vicovaro |  |  |                                                                      |  |
| Francesco Orsini, IV signore di Vicovaro |                   |                                            |                                   |  |  |       |  |  | Giacomo Orsini, II conte di Tagliacozzo e III signore di Vicovaro |  |  |                                                                      |  |
|                                          |                   | Matteuccia Orsini di Montegiordano         | Riccardo Orsini, di Montegiordano |  |  |       |  |  |                                                                   |  |  |                                                                      |  |
|                                          |                   | Matteuccia Orsini di Montegiordano         | Riccardo Orsini, di Montegiordano |  |  |       |  |  |                                                                   |  |  |                                                                      |  |
|                                          |                   | Matteuccia Orsini di Montegiordano         | …                                 |  |  |       |  |  |                                                                   |  |  |                                                                      |  |
| Giovanni Orsini, V signore di Vicovaro   |                   | Matteuccia Orsini di Montegiordano         |                                   |  |  |       |  |  |                                                                   |  |  |                                                                      |  |
|                                          |                   | …                                          | …                                 |  |  |       |  |  |                                                                   |  |  |                                                                      |  |
|                                          |                   | …                                          | …                                 |  |  |       |  |  |                                                                   |  |  |                                                                      |  |
|                                          |                   | …                                          | …                                 |  |  |       |  |  |                                                                   |  |  |                                                                      |  |
| Giovanna Caracciolo                      |                   | …                                          |                                   |  |  |       |  |  |                                                                   |  |  |                                                                      |  |
|                                          |                   | …                                          | …                                 |  |  |       |  |  |                                                                   |  |  |                                                                      |  |
|                                          |                   | …                                          | …                                 |  |  |       |  |  |                                                                   |  |  |                                                                      |  |
|                                          |                   | …                                          | …                                 |  |  |       |  |  |                                                                   |  |  |                                                                      |  |
| Giordano Orsini                          |                   | …                                          |                                   |  |  |       |  |  |                                                                   |  |  |                                                                      |  |
|                                          | Giovanni Spinelli | Nicola Spinelli                            |                                   |  |  |       |  |  |                                                                   |  |  |                                                                      |  |
|                                          | Giovanni Spinelli | Nicola Spinelli                            |                                   |  |  |       |  |  |                                                                   |  |  |                                                                      |  |
|                                          | Giovanni Spinelli | Venuta Fontanella                          |                                   |  |  |       |  |  |                                                                   |  |  |                                                                      |  |
| Nicola Spinelli, I conte di Gioia        | Giovanni Spinelli |                                            |                                   |  |  |       |  |  |                                                                   |  |  |                                                                      |  |
|                                          |                   | …                                          | …                                 |  |  |       |  |  |                                                                   |  |  |                                                                      |  |
|                                          |                   | …                                          | …                                 |  |  |       |  |  |                                                                   |  |  |                                                                      |  |
|                                          |                   | …                                          | …                                 |  |  |       |  |  |                                                                   |  |  |                                                                      |  |
| Bartolomea Spinelli                      |                   | …                                          |                                   |  |  |       |  |  |                                                                   |  |  |                                                                      |  |
|                                          |                   | Niccolò della Marra, I signore di Barletta | Giovanni della Marra              |  |  |       |  |  |                                                                   |  |  |                                                                      |  |
|                                          |                   | Niccolò della Marra, I signore di Barletta | Giovanni della Marra              |  |  |       |  |  |                                                                   |  |  |                                                                      |  |
|                                          |                   | Niccolò della Marra, I signore di Barletta | …                                 |  |  |       |  |  |                                                                   |  |  |                                                                      |  |
| Simona della Marra                       |                   | Niccolò della Marra, I signore di Barletta |                                   |  |  |       |  |  |                                                                   |  |  |                                                                      |  |
|                                          |                   | Alferana Capitignano                       | Goffredo Capitignano              |  |  |       |  |  |                                                                   |  |  |                                                                      |  |
|                                          |                   | Alferana Capitignano                       | Goffredo Capitignano              |  |  |       |  |  |                                                                   |  |  |                                                                      |  |
|                                          |                   | Alferana Capitignano                       | …                                 |  |  |       |  |  |                                                                   |  |  |                                                                      |  |
|                                          |                   | Alferana Capitignano                       |                                   |  |  |       |  |  |                                                                   |  |  |                                                                      |  |